# Gare de Tamboāto
La gare de Tamboāto (田んぼアート駅, Tamboāto-eki) est une gare ferroviaire située à Inakadate, dans la préfecture d'Aomori au Japon. Elle est exploitée par la société Kōnan Railway et est desservie par la ligne Kōnan.

## Situation ferroviaire
La gare de Tamboāto est située dans le sud-est du village d'Inakadate, au point kilométrique (PK) 12.9 de la ligne Kōnan. Elle dispose d'un quai latéral et d'une seule voie.

## Histoire
La gare de Tamboāto est ouverte aux voyageurs le 23 juillet 2013. Elle a été entièrement financée par le village d'Inakadate.

## Service des voyageurs

### Accueil
La gare de Tamboāto ne dispose que d'un abri pour voyageurs. Et elle n'est ouverte, chaque année, que d'avril à novembre pour faciliter l'accès aux manifestations culturelles liées au Tambo art.

### Desserte
La gare est desservie par des trains Kōnan Railway de la ligne Kōnan
| N° de voie | Ligne | Direction |
| ---------- | ----- | --------- |
| 1          | Kōnan | Hirosaki  |
| 1          | Kōnan | Kuroishi  |